# V Afghánistánu Bůh už jen pláče
V Afghánistánu Bůh už jen pláče (v německém originálu: Nach Afghanistan kommt Gott nur noch zum weinen) je román jehož autorkou je íránská spisovatelka a dokumentaristka Síba Šakíb. Na základě skutečného příběhu, popisuje život afghánské ženy jménem Širín Gol v této zemi, zmítané sérií vojenských a náboženských konfliktů, od 70. let 20. století do počátku 21. století.

## Obsah románu
Širín Gol (v paštúnštině "Sladká růže") se narodila do chudé početné rodiny žijící ve vesnici v afghánských horách. Její poklidné dětství je narušeno vpádem Rudé armády. Její otec a starší bratři odcházejí do hor bránit svou zemi se zbraní v ruce. Širín Gol zůstává s matkou a ostatními sourozenci, později prchá do Kábulu, kde v rozporu s tradicí své země pod tlakem ruských okupantů chodí do školy a naučí se číst. Po několika letech se s ní z hor přichází oženit Morád, přítel jejího bojujícího bratra. Poté, co pomíjí násilí když okupační Rudá armáda odejde, vypuká v Afghánistánu občanská válka. Oba dva proto prchají společně přes hory do Pákistánu, kde spolu několik let žijí v nuzných podmínkách v uprchlickém táboře.
Širín Gol se mezitím narodilo několik dětí, o které se navzdory velmi obtížné situaci s láskou stará. Morád nemůže najít práci, stává se proto pašerákem; při jedné z cest přes hranici však na horské stezce upadne, když přenáší lednici a způsobí si vážná zranění. V této době se také stává postupně závislý na opiu. Po určité době se Morád zotaví a v situaci rostoucí xenofobie s Širín Gol i dětmi prchají do Íránu. Zde se zpočátku setkávají s přívětivými lidmi, časem však i zde propuká xenofobie. Širín Gol proto dochází k rozhodnutí vrátit se do Afghánistánu. V Afghánistánu mezitím kontrolu moci převzalo fundamentalistické islámské hnutí Tálibán které ženám odpírá řadu práv – nedovoluje jim mimo jiného pracovat, vycházet bez muže nebo studovat, musejí se zahalovat burkou. Širín Gol po nějakou dobu tajně pracuje v Kábulu, v sídle střediska humanitární pomoci, je však prozrazena a bez manžela, jehož pro jeho drogovou závislost opustila, je nucena žebrat; v zoufalé situaci se pokusí o sebevraždu.
Teprve po delším čase se Širín Gol s Morádem znovu setkává. Společně pak z hlavního města opět prchají a hledají v městě Herátu svoji dceru Núraftáb, která se mezitím vdala. Navzdory svému úsilí ji však nenacházejí; odcházejí tedy na sever Afghánistánu, kde bratr Širín Gol bojuje proti Tálibánu. Zde se teprve setkávají s Núraftáb, jíž se má právě narodit druhé dítě. S přáním šťastnější budoucnosti svému druhému vnoučeti Širín Gol pomáhá na svět.

## Česká vydání
- V Afghánistánu Bůh už jen pláče, Praha: Euromedia group – Ikar 2002, pčeložila Zlata Kufnerová, ISBN 80-249-0021-1